# Liste der Träger des Bayerischen Verdienstordens/G

## G
1. Ingeborg Gabert (1927–1994), Mitglied des Landesvorstandes der Bayerischen Arbeiterwohlfahrt und Landesvorsitzende der Arbeitsgemeinschaft sozialdemokratischer Frauen in Bayern (verliehen am 4. Juli 1991)
2. Volkmar Gabert (1923–2003), Landtagsabgeordneter von 1950 bis 1978, Mitglied des Europäischen Parlaments 1979 bis 1984 (verliehen 1962)
3. Alfred Gaffal (* 1947), Präsident der Vereinigung der Bayerischen Wirtschaft sowie der Verbände Bayerischer Unternehmensverband Metall und Elektro und Verband der Bayerischen Metall- und Elektro-Industrie (verliehen am 13. Juli 2016)
4. Georg Gänswein (* 1956), Präfekt der Präfektur des Päpstlichen Hauses S.H. Papst Franziskus und Privatsekretär des Papstes em. Benedikt XVI. (verliehen am 14. Oktober 2015)
5. Dietmar Gaiser (* 1943), ehemaliger Redakteur des Bayerischen Fernsehens (verliehen am 11. Juli 2007)
6. Thomas Gaitanides (* 1948), ehemaliger Redakteur des Bayerischen Rundfunks und geistiger Vater der BR-Radltour
7. Hartwig Garnerus (* 1943), Geschäftsführender Gesellschafter der Theo Wormland-Stiftung, Kunstmäzen (verliehen am 13. Juli 2016)
8. Rudolf Gast, 1. Vorsitzender des Landesverbandes Bayern der Gehörlosen e. V. (verliehen am 17. Juli 2003)
9. Eduard Gaugler (1928–2014), Wirtschaftswissenschaftler (verliehen am 4. Juli 1991)
10. Peter Gauweiler (* 1949), Jurist und Politiker, unter anderem Staatsminister (verliehen am 4. Juli 1991)
11. Torsten Gebhard (1909–1994), Generalkonservator im Bayerischen Landesamt für Denkmalpflege
12. Martina Gedeck (* 1961), Schauspielerin (verliehen am 11. Juli 2007)
13. Brigitte Gedon (* 1936), ehem. Präsidentin des Indien-Instituts (verliehen am 11. Juli 2007)
14. Franz Geiger (1921–2011), Drehbuchautor und Regisseur (verliehen am 12. Juli 2004)
15. Manfred Geiger (* 1941), ehem. Ordinarius für Fertigungstechnologie an der Friedrich-Alexander-Universität Erlangen-Nürnberg, Geschäftsführer der Bayerischen Laserzentrum GmbH Röttenbach (verliehen am 9. Juli 2009)
16. Willi Geiger (1878–1971), Kunstmaler und Professor (verliehen am 9. Juni 1969)
17. Natalie Geisenberger (* 1988), Rennrodlerin und sechsfache Olympiasiegerin (verliehen am 14. März 2022)
18. Theresia Geishauser, Pflege von Angehörigen über mehr als 30 Jahren (verliehen am 27. Juni 2018)
19. Karl Geißinger, Leiter des Zentrums Umwelt und Kultur der Salesianer Don Boscos in Benediktbeuern (verliehen am 13. Juli 2016)
20. Gerd Geismann (* 1945), Altbürgermeister der Stadt Sulzbach-Rosenberg (verliehen am 14. Oktober 2015)
21. Michaela Gerg (* 1965), ehemalige Skirennläuferin (verliehen am 8. Juli 2021)
22. Heinz Gerhäuser (* 1946), Leiter des Fraunhofer-Instituts für Integrierte Schaltungen und Inhaber des Lehrstuhls für Informationstechnik an der Friedrich-Alexander-Universität Erlangen-Nürnberg (verliehen am 11. Juli 2007)
23. Hermann Gerlinger (* 1931), Unternehmer und Kunstsammler (verliehen am 27. Juni 2018)
24. Herta Gerlinger, Stifterin, Kunstsammlerin und Schriftstellerin (verliehen am 27. Juni 2018)
25. Karolina Gernbauer (* 1962), Amtschefin der bayerischen Staatskanzlei (verliehen am 22. Juli 2019)
26. Erich Josef Geßner (* 1944), Landrat (verliehen am 13. Juli 2005)
27. Anton Geyer (1918–1993), römisch-katholischer Priester
28. Max Gimple (* 1940), Landrat (verliehen am 5. Juli 2006)
29. Uschi Glas (* 1944), Schauspielerin (verliehen am 15. Juli 1992)
30. Reinhardt Glauber (* 1948), Landrat (verliehen am 5. Juli 2023)
31. Natascha Glasow, Leiterin der „Wertacher Mühle e. V.“, Sozialarbeiterin (verliehen am 14. Oktober 2015)
32. Michael Glos (* 1944), Bundestagsabgeordneter, Bundesminister (verliehen 1992)
33. Günter Gloser (* 1950), Staatsminister für Europa beim Bundesminister des Auswärtigen, Bundestagsabgeordneter (verliehen am 9. Juli 2009)
34. Peter Glotz (1939–2005), Bundestagsabgeordneter und Publizist (verleihen am 4. Juli 1991)
35. Horst Göbbel, (verliehen am 22. Juli 2019)
36. Konrad Göller, Gründungsmitglied des Hospizvereins Bamberg (verliehen am 8. Juli 2021)
37. Manfred Gombert, ehem. Jugendpfleger, Gründungsmitglied des „Deutsch-Ägyptischen Vereins Ulm/Neu-Ulm e. V.“ (verliehen am 13. Juli 2016)
38. Nora-Eugenie Gomringer (* 1980), Lyrikerin
39. Margareta Götz, Inhaberin des Lehrstuhls für Grundschulpädagogik und -didaktik an der Universität Würzburg (verliehen am 14. Oktober 2015)
40. Alfons Goppel (1905–1991), Bayerischer Ministerpräsident 1962–1978
41. Gertrud Goppel (1908–1989), Ingenieurin
42. Thomas Goppel (* 1947), Landtagsabgeordneter und in verschiedenen Funktionen Mitglied der Bayerischen Staatsregierung (verliehen am 4. Juli 1991)
43. Josef Göppel (1950–2022), Mitglied des Deutschen Bundestages (verliehen am 29. Juli 2010)
44. Angelika Görg (* 1943), ehem. Professorin (verliehen am 20. Juli 2011)
45. Silvia Görres (1925–2015), ehemalige Vorsitzende der Lebenshilfe München (verliehen am 18. Juni 1975)
46. Johannes Gostomzyk, Ehrenpräsident der Deutschen Gesellschaft für Sozialmedizin und Prävention (DGSMP) (verliehen am 29. Juli 2010)
47. Ulrike Gote (* 1965), Vizepräsidentin des Bayerischen Landtages (verliehen am 12. Juli 2017)
48. Sigmund Gottlieb (* 1951), Journalist, Chefredakteur des Bayerischen Fernsehens (verliehen am 14. Juli 2005)
49. Thomas Gottschalk (* 1950), Schauspieler, Moderator (verliehen am 20. Juni 2001)
50. Eveline Gottzein (1931–2023), Ingenieurin und Honorarprofessorin für Luft- und Raumfahrttechnik (verliehen 1996)
51. Anneliese Göller (* 1956), Landesbäuerin der Landfrauengruppe des Bayerischen Bauernverbandes (verliehen am 14. März 2022)
52. Erika Görlitz (* 1952), Mitglied des Bayerischen Landtags (verliehen am 10. Oktober 2012)
53. Karl-Heinz Görrissen (* 1953), zuletzt Leiter der Abteilung „Leitung, Politische Planung, Koordinierung“ im Bundesverkehrsministerium (verliehen am 14. März 2022)
54. Karlheinz Götz (1941–2023), Unternehmer (verliehen 2005)
55. Eicke Götz (* 1939), Politiker, (verliehen 2006)
56. Magdalena Götz (* 1962), Neurobiologin (verliehen am 9. Oktober 2024)
57. Wolfgang Götzer (* 1955), Bundestagsabgeordneter (verliehen am 17. Juli 2003)
58. Georg Grabner (* 1952), Landrat des Landkreises Berchtesgadener Land, Schatzmeister des Bob- und Schlittenverbands für Deutschland e. V. (verliehen am 17. Dezember 2014)
59. Rolf Grabower (1883–1963), Steuerrechtler, Präsident der Oberfinanzdirektion Nürnberg
60. Angelika Graf (* 1947), Bundestagsabgeordnete (verliehen am 11. Juli 2007)
61. Tanja Graf (* 1962), Verlegerin, Verlagslektorin und Leiterin des Literaturhauses München (verliehen am 8. Juli 2021)
62. Günther Granser (* 1944), Präsident des International Council der OIER (verliehen am 20. Juni 1985)
63. Marian Freiherr von Gravenreuth (* 1949), Land- und Forstwirt, Ehrenpräsident des Bayerischen Waldbesitzerverbandes (verliehen am 10. Oktober 2012)
64. Max Greger (1926–2015), Orchesterleiter, Musiker (verliehen am 10. Oktober 2012)
65. Karl Greib (1899–1976), Politiker (verliehen 9. Mai 1961)
66. Heinz Greiffenberger (1937–2023), Unternehmer (verliehen am 17. Juli 2003)
67. Mathilde Greil, Vorsitzende der Stiftung der Alzheimer-Gesellschaft Ingolstadt e. V. (verliehen am 9. Juli 2009)
68. Armin Grein (1939–2024), Landrat im Kreis Main-Spessart und Landesvorsitzender der Freien Wähler Bayern e.V (verliehen am 14. Juli 2005)
69. Dorothea Greiner (* 1959), Regionalbischöfin (verliehen am 27. Juni 2018)
70. Friedemann Greiner (* 1946), Direktor der Evangelischen Akademie Tutzing (verliehen am 9. Juli 2009)
71. Ludwig Alexander Greißl, Honorargeneralkonsul von Nepal (verliehen am 20. Juli 2011)
72. Otto Greither, Inhaber vom SALUS Haus in Bruckmühl (verliehen am 11. Juli 2008)
73. Gerhard Grieb (* 1944), (verliehen 2005)
74. Gudrun Grieser (* 1947), ehemalige Oberbürgermeisterin der Stadt Schweinfurt (verliehen am 29. Juli 2010)
75. Claus Grimm (* 1940), Direktor des Hauses der Bayerischen Geschichte (verliehen am 5. Juli 2006)
76. Veronika Grimm (* 1971), Professorin für Volkswirtschaftslehre an der Friedrich-Alexander-Universität Erlangen-Nürnberg (verliehen am 5. Juli 2023)
77. Karin Grohmann, ehem. Lehrerin (verliehen am 10. Oktober 2012)
78. Georg Grosch (1906–1987), Politiker (verliehen am 13. Januar 1964)
79. Ingrid Groß (* 1938), Rechtsanwältin, Ehrenvorsitzende des Augsburger Anwaltvereins (verliehen am 20. Juli 2011)
80. Karl Groß (1907–1980), Abt des Klosters Ettal (verliehen am 9. Juni 1969)
81. Jürgen Großkreutz, Ministerialdirigent a. D. (verliehen am 12. Juli 2004)
82. Johannes Grotzky (* 1949), Journalist (verliehen am 5. Juli 2006)
83. Erika Gruber (* 1948), Unternehmerin (verliehen am 12. Juli 2017)
84. Gertraud Gruber (1921–2022), Unternehmerin (verliehen am 5. Juli 2006)
85. Monika Gruber (* 1971), Kabarettistin (verliehen am 22. Juli 2019)
86. Thomas Gruber (* 1943), Intendant des Bayerischen Rundfunks (verliehen am 12. Juli 2004)
87. Edita Gruberová (1946–2021), Sopranistin (verliehen 1997)
88. Gerhard Gruber (* 1928), Generalvikar, Domkapitular, Päpstlicher Ehrenprälat
89. Franz Grubhofer (1914–1970), österreichischer Staatssekretär (verliehen am 19. November 1960)
90. Ekkehard Grübler (1928–2012), Bühnenbildner und Regisseur (verliehen am 4. Juli 1991)
91. Anselm Grün (* 1945), Benediktinerpater (verliehen 2011)
92. Josef Grünbeck (1925–2012), Unternehmer und Politiker
93. Max Grünbeck (1907–1984), ehemaliger Oberbürgermeister der Stadt Friedrichshafen (verliehen 1972)
94. Johannes Gründel (1929–2015), emeritierter Professor der Moraltheologie und Seelsorger (verliehen am 9. Juli 2009)
95. Josef Grünwald (* 1936), Weihbischof im Bistum Augsburg (verliehen am 9. Juli 2009)
96. Joachim Grüter, Unternehmer (verliehen am 5. Juli 2006)
97. Romano Guardini (1885–1968), Theologe (verliehen 1958)
98. Josef Guggenmos (1922–2003), Lyriker und Kinderbuchautor (verliehen 1983)
99. Sibylle Günter (* 1964), Direktorin am Max-Planck-Institut für Plasmaphysik (verliehen am 12. Juli 2017)
100. Christa Brigitte Güntermann, Unternehmerin, Honorarkonsulin von El Salvador für Bayern und Sachsen (verliehen am 17. Dezember 2014)
101. Eugen Gürster (1895–1980), Dramaturg, Schriftsteller und Diplomat
102. Julio A. Gutierrez, US-Verbindungsoffizier für Bayern und Sachsen (verliehen am 10. Oktober 2012)
103. Verena Gutschka, ehem. hauswirtschaftliche Kraft im Altenheim und ehem. Landwirtin (verliehen am 13. Juli 2016)
104. Elisabeth Freifrau von und zu Guttenberg (1900–1998), Gründerin und Vorsitzende karitativer Organisationen (verliehen 1961)
105. Enoch Freiherr von und zu Guttenberg (1946–2018), Dirigent (verliehen am 20. Juni 2001)
106. Petra Guttenberger (* 1962), Politikerin (CSU), Mitglied des Bayerischen Landtags (verliehen am 27. Juni 2018)
107. Robert Georg Guttmann, Vorstandsmitglied der Israelitischen Kultusgemeinde München und Oberbayern (verliehen am 7. Juli 1999)